# Changshu
Changshu (chinois : 常熟市 ; pinyin : chángshú shì) est une ville de la province du Jiangsu en Chine. C'est une ville-district placée sous la juridiction administrative de la ville-préfecture de Suzhou.

## Géographie
Changshu se trouve à 12 km de la rive droite du Yangzi Jiang, à 41 km au sud-sud-ouest de Nantong, à 44 km au nord-est de Suzhou, à 80 km au nord-ouest de Shanghai et à 1 000 km au sud-est de Pékin.
Un rejet d'eaux contaminées par l'industrie chimique (fluorine) dans le Yangzi Jiang est observé en 2009.

## Démographie
La population du district était de 1 039 978 habitants en 1999.

## Économie
Changshu est le plus grand centre de distribution de vêtements de l'est de la Chine. Le quartier surnommé « Changshu Garments Town » abrite 35 marchés de gros de vêtements où des centaines de milliers de personnes s'affairent chaque jour dans quelque 30 000 magasins de vêtements. De nombreuses entreprises ont dépassé le commerce traditionnel hors ligne, en passant au commerce électronique en direct.